# 데이빗경긴코가시두더지
데이빗경긴코가시두더지 (학명: Zaglossus attenboroughi) 또는 아텐버러긴코가시두더지, 키클롭스긴코가시두더지는 긴코가시두더지속에 속하는 3종의 가시두더지 중의 하나이다. 뉴기니섬에서 발견된다. 저명한 박물학자 데이비드 아텐버러 경의 이름을 따서 지은 이름이다. 인도네시아 파푸아 주 센타니와 자야푸라 근처의 사이클롭스 산맥에서 산다. 긴코가시두더지 가운데서는 최소종으로, 덩치는 짧은코가시두더지와 비슷하다. 서식지라고 알려진 곳에서도 잘 관찰되지 않는 극히 희소한 종이다.데이빗경긴코가시두더지는 위협을 느끼면 가시털을 세우고 땅속에 들어가 2~3분 들어가 숨는다.